# Chapelle des Marolles de Hauthem
La chapelle des Marolles, ou chapelle des Maricoles, (en néerlandais : Marollenkapel) est une chapelle désacralisée de style classique située à Hauthem, village de la commune belge de Hoegaarden, dans la province du Brabant flamand.

## Localisation
La chapelle des Marolles se dresse sur le plateau de Hauthem à 104 m d'altitude, à un carrefour de sentiers cyclables et de randonnées qui offre un panorama de presque 360° (si on excepte la chapelle et quelques arbustes qui l'entourent),,,.
Elle est située à 2 km au nord du couvent Mariadal de Klein Overlaar (à laquelle elle appartenait jadis) et du centre de Hoegaarden, et à 500 m à l'est de la chapelle Sainte-Catherine de Hauthem.

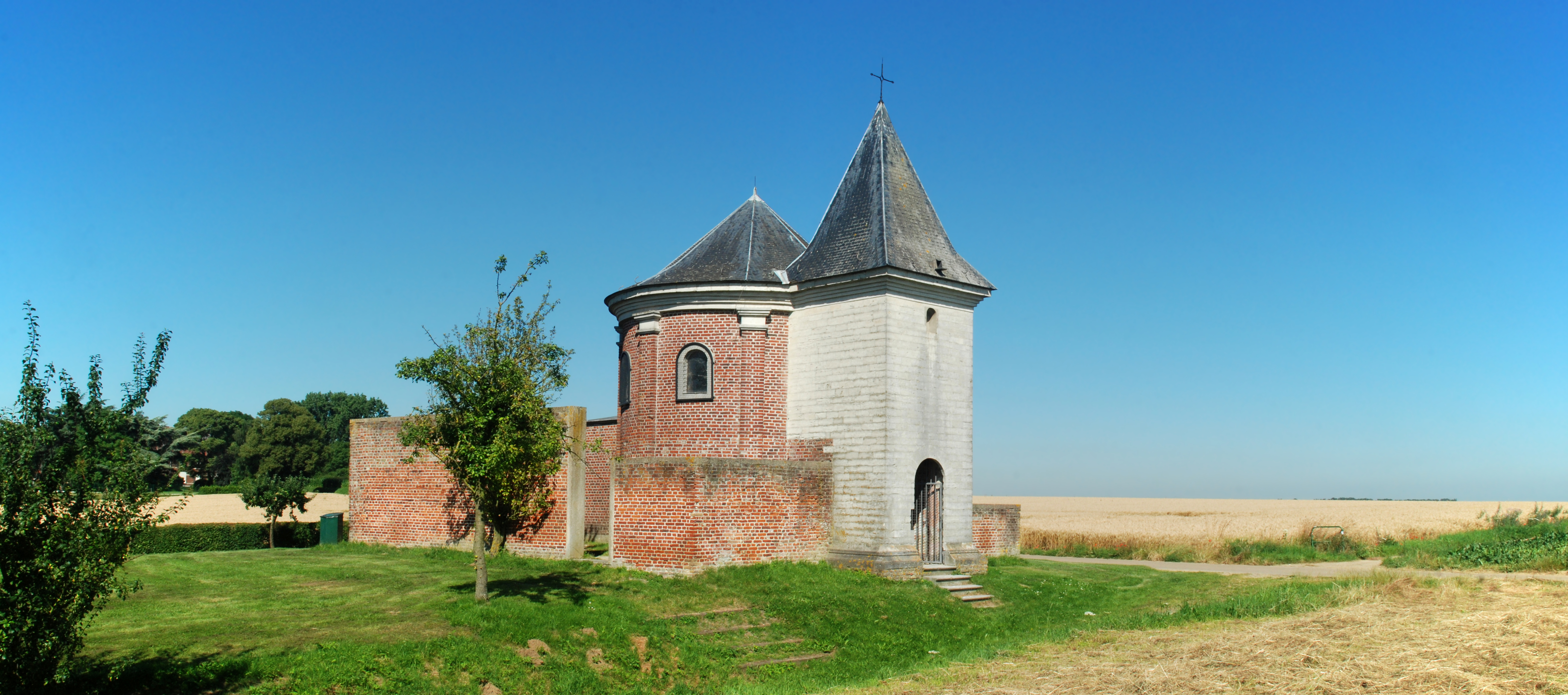
La chapelle des Marolles sur le plateau de Hauthem.

## Historique
Le noyau de la chapelle des Marolles est un édifice de style gothique tardif du milieu du XVIe siècle, auquel ont été ajoutés vers 1765 un clocher et une sacristie de style classique.
La chapelle est un ancien lieu de pèlerinage contre les maladies de peau, et une procession a encore lieu chaque année.
La chapelle des Marolles a fait partie du patrimoine du couvent de béguines de Mariadal à Klein Overlaar, un hameau situé au nord de Hoegaarden,, à 2 km au sud de la chapelle.
En 1970, les religieuses vendent la chapelle à un propriétaire privé qui souhaitait en faire une retraite champêtre et le caractère religieux de la chapelle disparaît,,,. Ce propriétaire s'était engagé à laisser la chapelle intacte pour qu'une messe puisse y être célébrée une fois par an mais, cinq ans plus tard, les fenêtres de la chapelle avaient été brisées et l'intérieur (statues, autel, tableaux, bancs de prière) avait disparu. Ladministration flamande de l'urbanisme arrête alors les travaux car aucun permis n'avait été demandé.
Le propriétaire annonce alors être prêt à céder le bâtiment gratuitement à la condition « d'inclure la chapelle dans la beauté naturelle de la région ».
Finalement, la chapelle, en mauvais état et sans mobilier, est reprise en 1992 par la Société foncière flamande et devient un belvédère touristique,, hélàs dégradé par les graffeurs.
En 1995, la chapelle est restaurée : la charpente et la couverture sont refaites, la façade est sablée et l'espace autour de la chapelle est aménagé avec des bancs, un belvédère avec table d'orientation et une pelouse,,.

## Étymologie

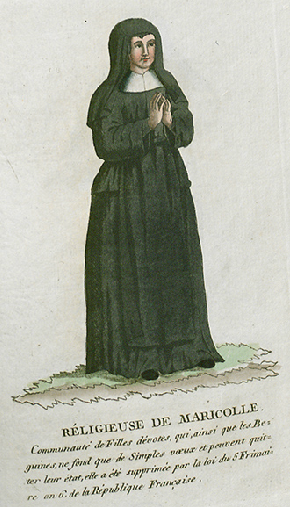
Religieuse de Maricolle.

Le nom  « Marolles » vient de « Mariam cŏlere » qui signifie « honorer Marie », le verbe latin cŏlere signifiant « honorer, respecter ».
Comme les religieuses du couvent de Mariadal ou Mariëndaal à Klein Overlaar honoraient la Vierge Marie (« Mariam cŏlentes »), les sœurs étaient initialement appelées « Maricoles » ou « Maricolles », un nom qui s'est contracté ensuite en « Marolles », leur couvent étant nommé le « Marollenklooster » dans la langue populaire.
Il s'agit donc exactement de la même étymologie que le quartier des Marolles à Bruxelles : « Une hypothèse veut que le mot Marolles proviendrait de la congrégation des sœurs Apostolines, également connues sous le nom latin de « Mariam Colentes » (« celles qui honorent la vierge Marie »), ou des sœurs « Maricolles » ». « De la contraction de leur nom « Mariam Colentes » est né le mot « Maricolles » qui se transforma progressivement en « Marolles » »,.

## Architecture

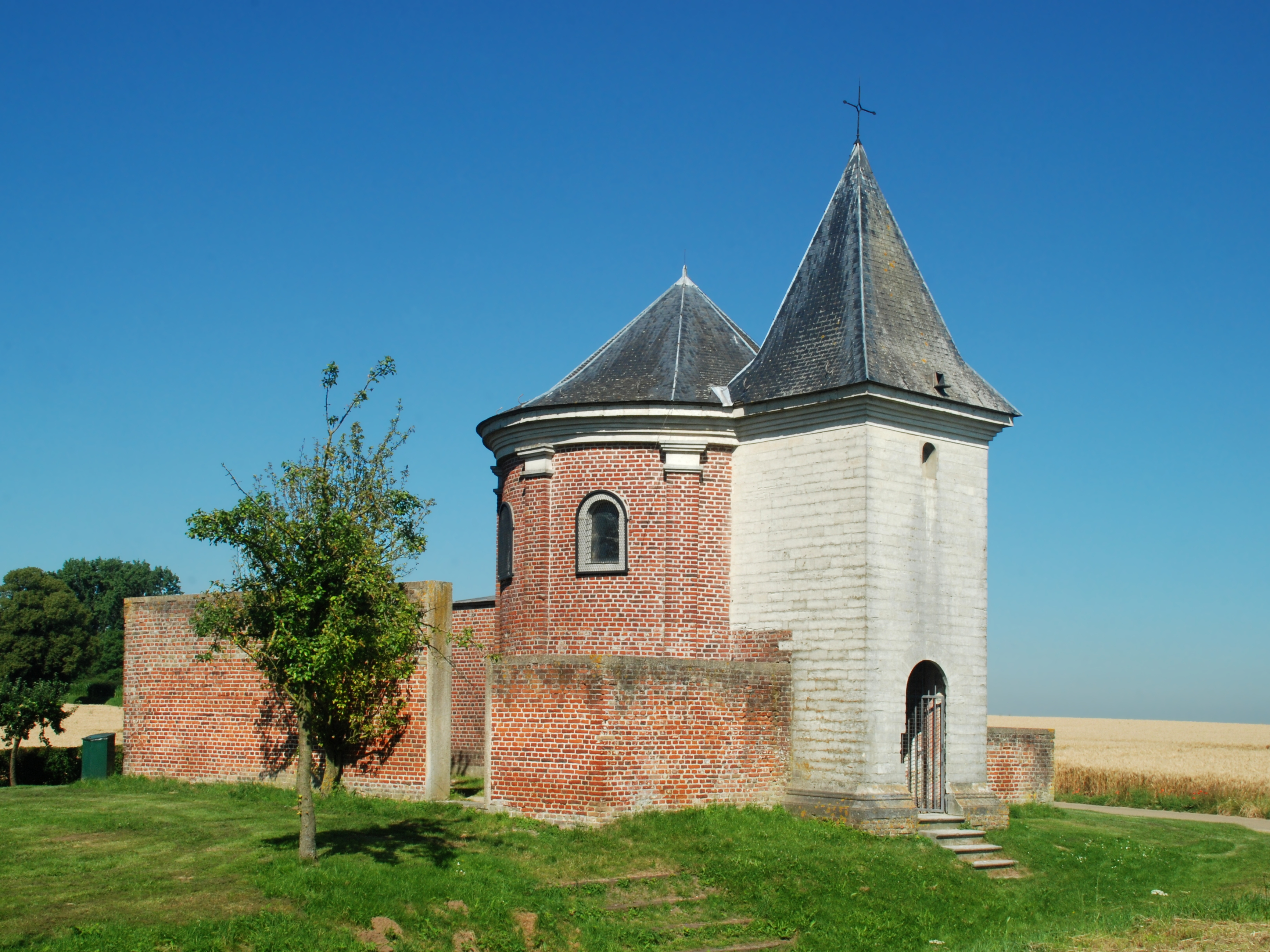
Vue d'ensemble.
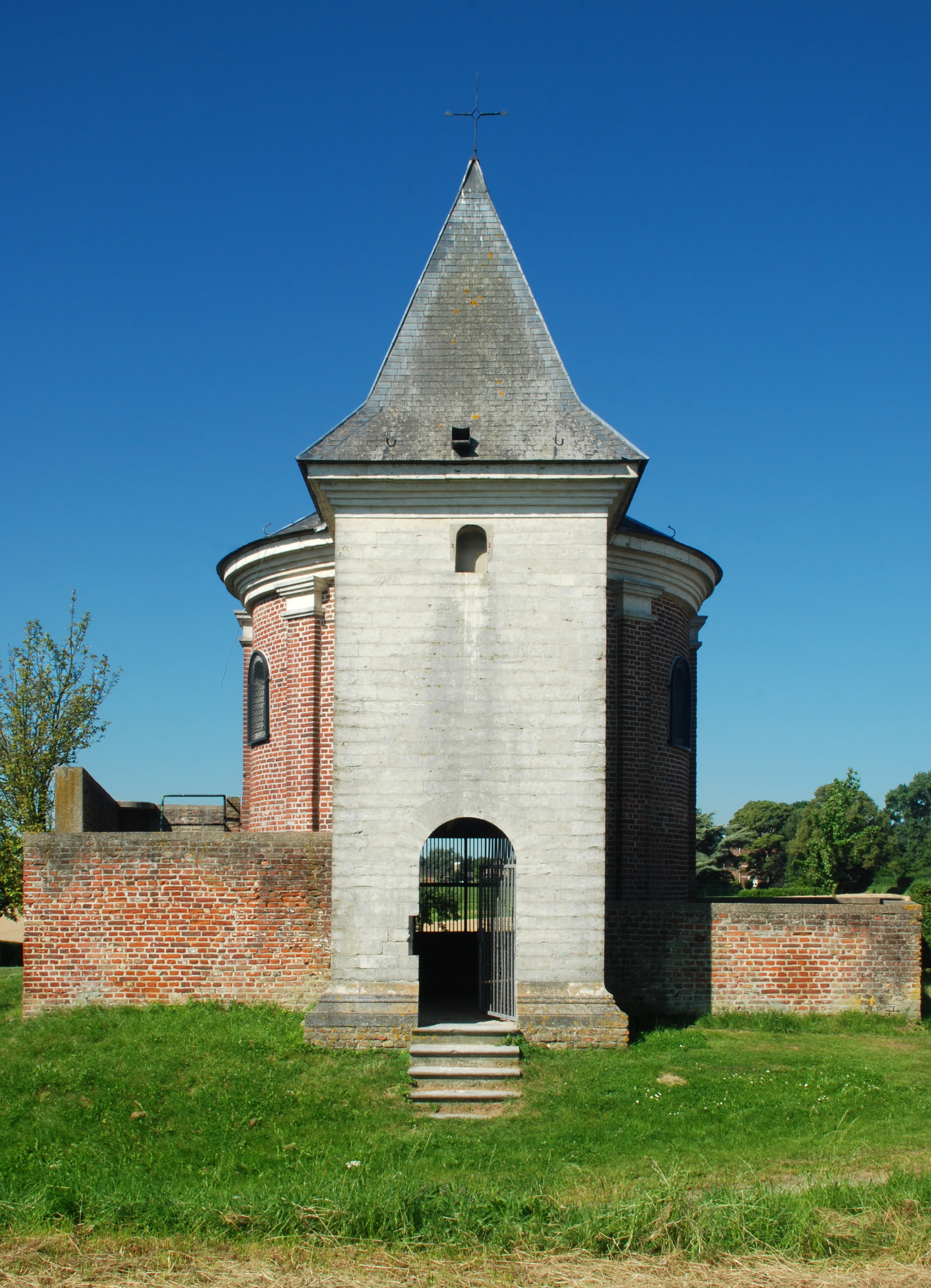
Le clocher.
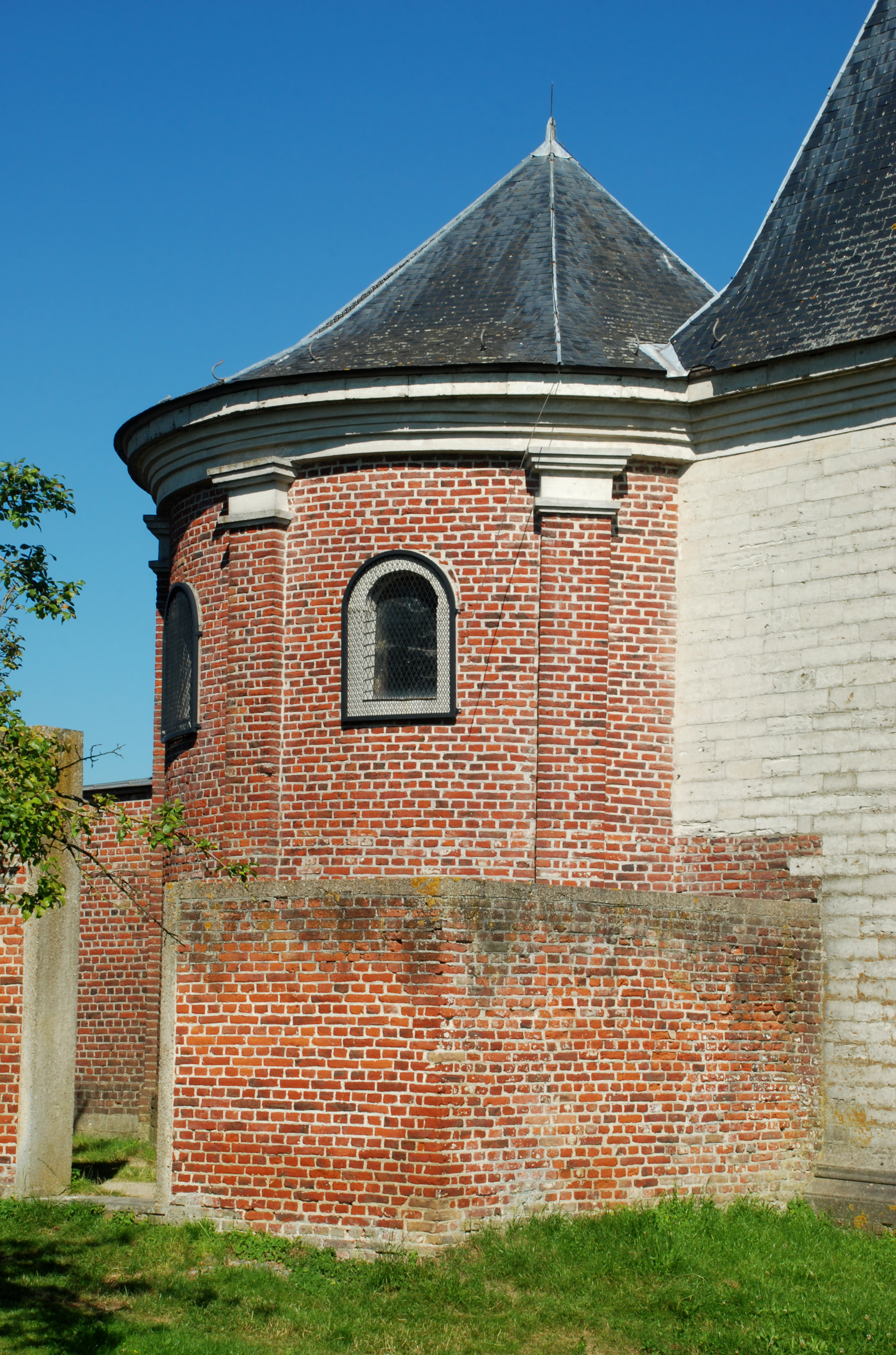
Le chevet.
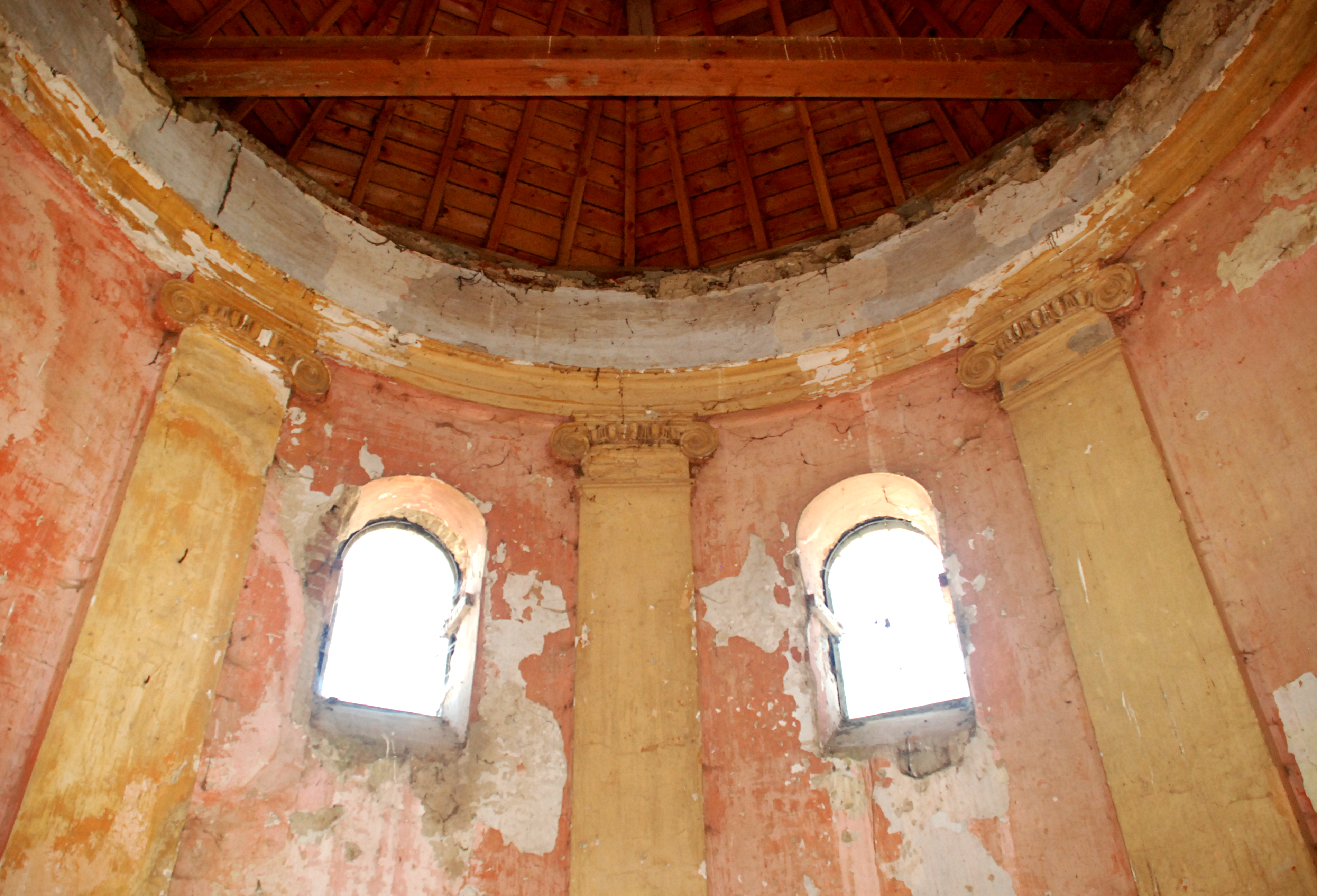
Intérieur.
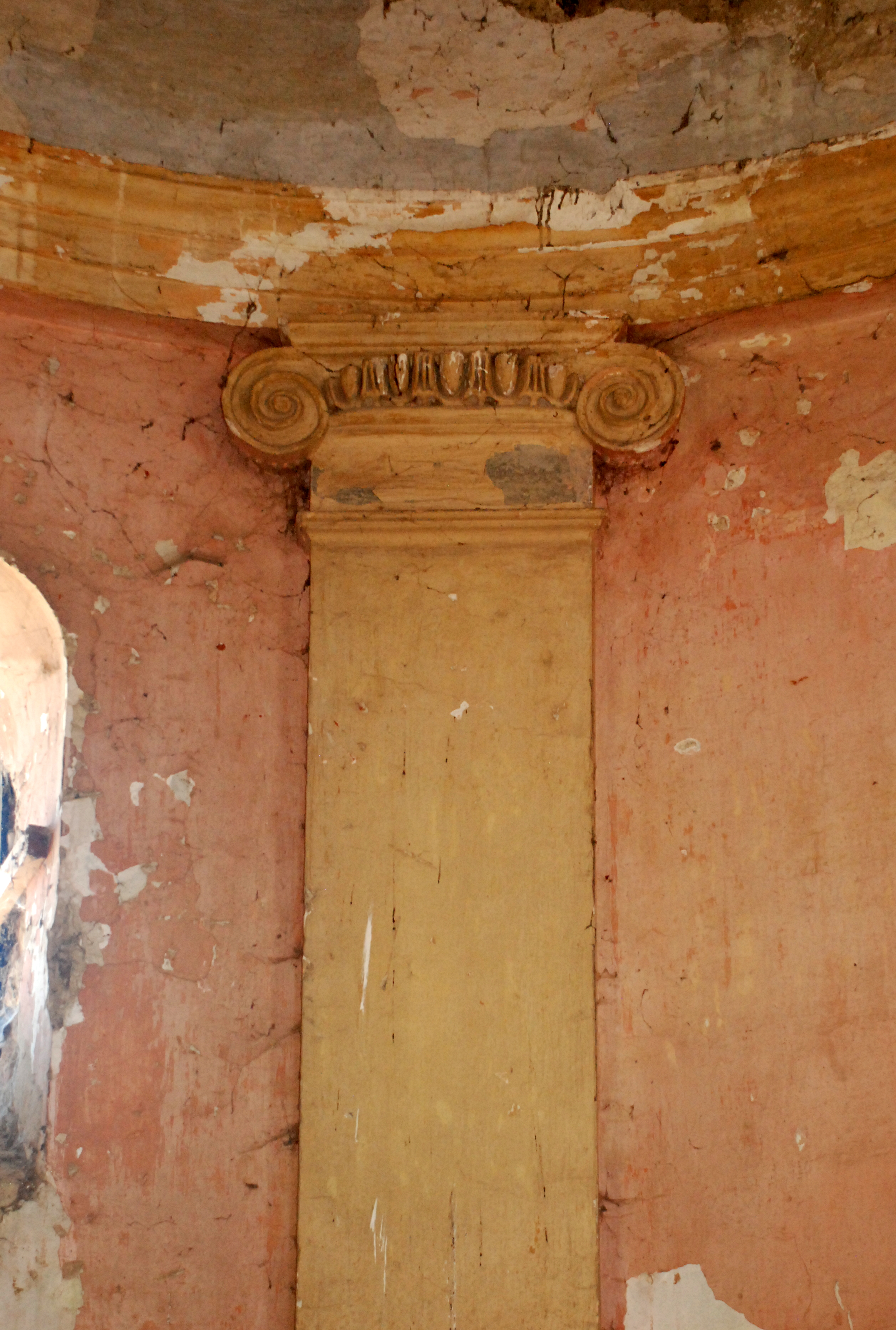
Pilastre.